# Liste der Monuments historiques in Pleslin-Trigavou
Die Liste der Monuments historiques in Pleslin-Trigavou führt die Monuments historiques in der französischen Gemeinde Pleslin-Trigavou auf.

## Liste der Bauwerke
| Bezeichnung      | Beschreibung              | Standort                | Kennzeichnung | Schutzstatus | Datum | Bild           |
| ---------------- | ------------------------- | ----------------------- | ------------- | ------------ | ----- | -------------- |
| Schloss          | Erbaut im 15. Jahrhundert | Bois de la Motte (Lage) | PA00089424    | Inscrit      | 1951  | weitere Bilder |
| Champ des Roches | Neolithikum               | (Lage)                  | PA00089423    | Classé       | 1889  | weitere Bilder |

## Liste der Objekte

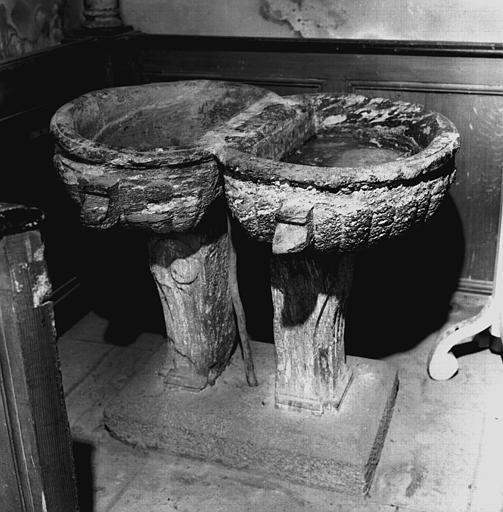
Taufbecken (16. Jahrhundert) in der Kirche Ste-Brigide

- Monuments historiques (Objekte) in Pleslin-Trigavou in der Base Palissy des französischen Kultusministeriums